# Lijst van koningen van Koguryo
Dit is een lijst van koningen van Koguryo.

## Koningen vanKoguryo

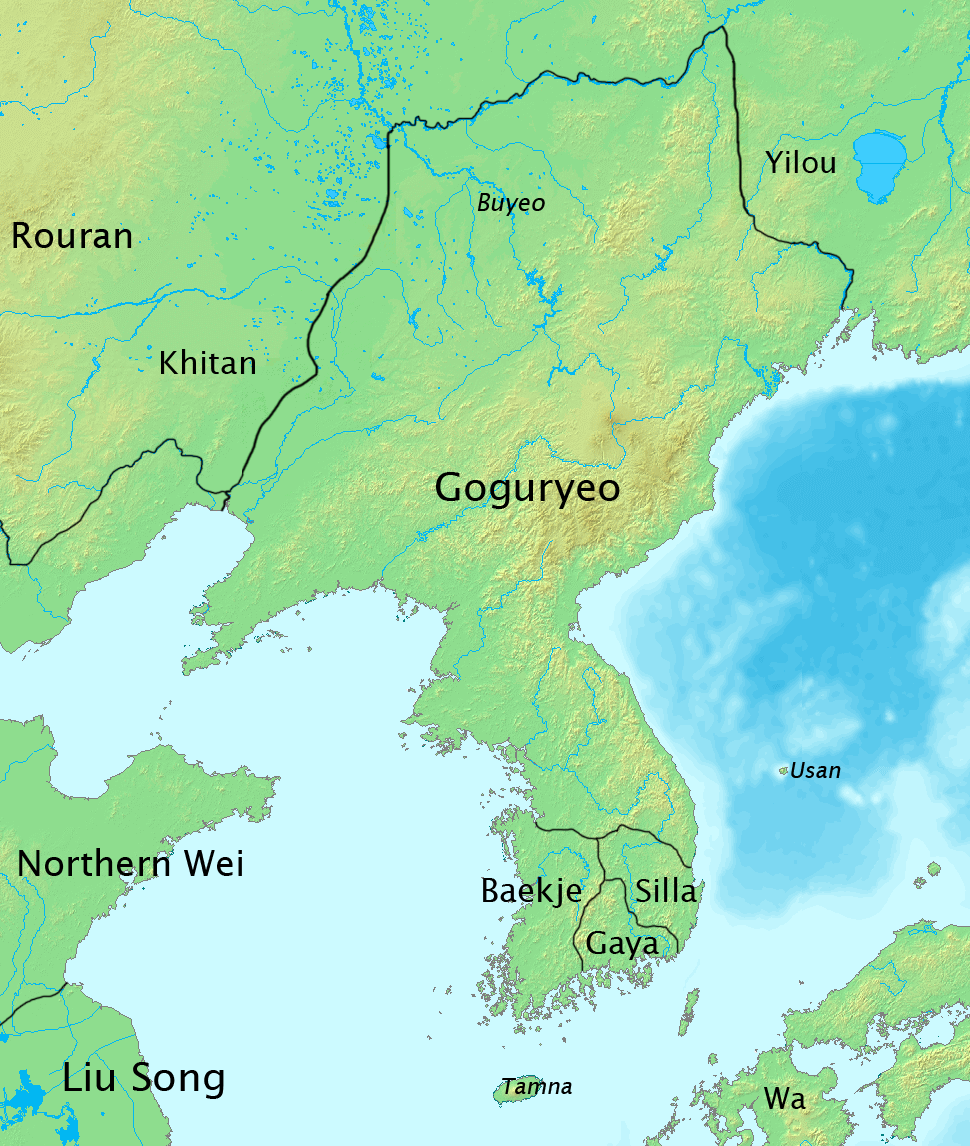
Koguryo

- Tongmyong Wang 37 v.Chr. - 19 v.Chr.
- Yuri(myong) Wang 19 v.Chr. - 18 n.Chr.
- Taemusin Wang 18 - 44
- Minjung Wang 44 - 48
- Mobon Wang 48 - 53
- T'aejo Wang 53 - 146
- Ch'adae Wang 146 - 165
- Sindae Wang 165 - 179
- Kogukch'on Wang 179 - 196
- Sansang Wang 196 - 227
- Tongch'on Wang 227 - 248
- Chungch'on Wang 248 - 270
- Soch'on Wang 270 - 292
- Pongsang Wang 292 - 300
- Mich'on Wang 300 - 331
- Kogugwon Wang 331 - 371
- Sosurim Wang 371 - 384
- Kogugyang Wang 384 - 391
- Kwanggaet'o Wang 391 - 413
- Changsu Wang 413 - 491
- Munja(myong) Wang 491 - 519
- Anjang Wang 519 - 531
- Anwon Wang 531 - 545
- Yangwon Wang 545 - 559
- P'yongwon Wang 559 - 590
- Yongyang Wang 590 - 618
- Yongnyu Wang 618 - 642
- Pojang Wang 642 - 668

In 668 viel het koninkrijk in handen van het bondgenootschap van Silla en de Chinese Tang-dynastie.